# Drymalia

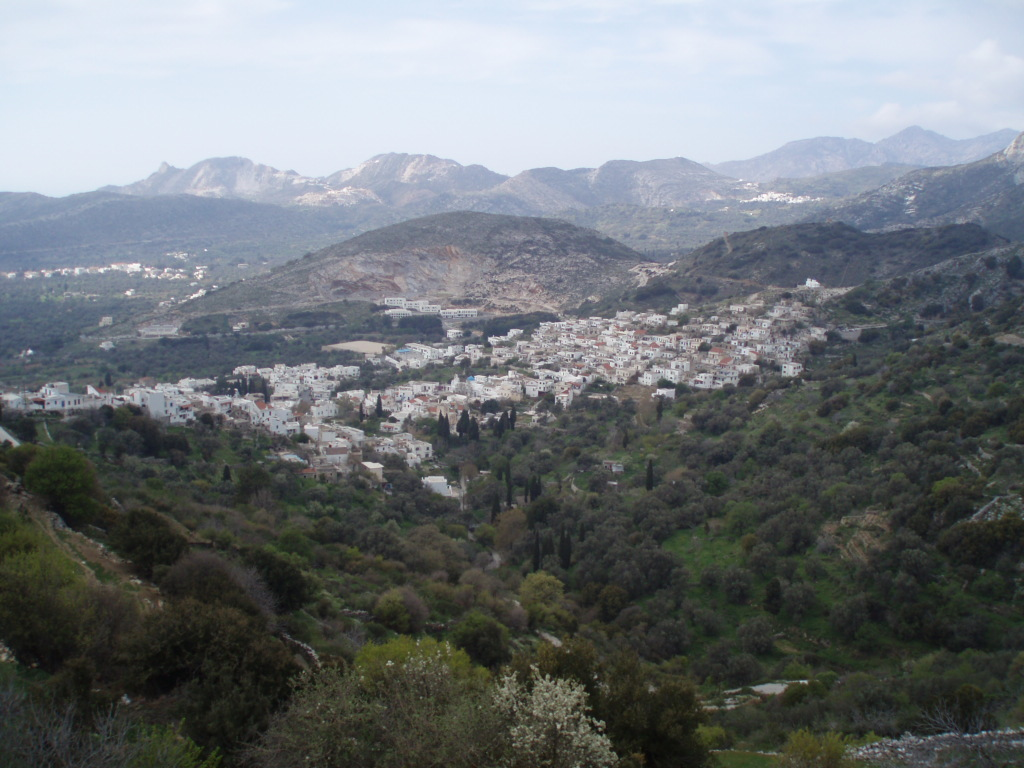
Filoti, der größte Ort Drymalias

Drymalia (griechisch Δρυμαλία (f. sg.)) ist einer von sechs Gemeindebezirken der Gemeinde Naxos und Kleine Kykladen auf der griechischen Insel Naxos. Die seit 1998 eigenständige Gemeinde mit Verwaltungssitz in Chalki wurde durch die Verwaltungsreform 2010 mit fünf weiteren Gemeinden zusammengeschlossen.

## Lage
Der Gemeindebezirk Drymalia nimmt im Norden, Osten und Süden etwa 70 % der Inselfläche der Insel Naxos ein. Die restliche Fläche entfällt auf den Gemeindebezirk Naxos im Westen der Insel.

## Gliederung
Die Verwaltungsreform von 1997 nach dem Programm Ioannis Kapodistrias führte auf Naxos am 31. Dezember 1998 zur Bildung der beiden Gemeinden Naxos und Drymalia. Auf die Gemeinde Drymalia im Osten der Insel entfielen mit 303,135 km² knapp mehr als 70 % der Gesamtfläche. 
Der Bezirk Drymalia ist in 11 Ortschaften untergliedert, die den ehemaligen Gemeindebezirken entsprechen.
Der Gemeindebezirk Drymalia ist in einen Stadtbezirk und zehn Ortsgemeinschaften untergliedert, die den ehemaligen Gemeindebezirken entsprechen.
| Stadtbezirk Ortsgemeinschaft | griechischer Name           | Code     | Fläche (km²) | Einwohner | Siedlungen (Einwohner) |
| ---------------------------- | --------------------------- | -------- | ------------ | --------- | --- |
| Chalki                       | Τοπική Κοινότητα Χαλκείου   | 67020301 | 09,623       | 0543      | Chalki (Χαλκί (n. sg.)), 368 Zoodochos Pigi (Ζωοδόχος Πηγή (f. sg.)), 174 Rachi (Ράχη (f. sg.)), 1 |
| Aperathos                    | Δημοτική Κοινότητα Απεράθου | 67020302 | 67,956       | 0904      | Aperathos (Απέραθος (m. sg.)), 722 Azalas (Αζάλας (m. sg.)), 29 Kanaki (Κανάκι (n. sg.)), 14 Klido (Κλειδώ (f. sg.)), 24 Lygaridia (Λυγαρίδια (n. pl.)), 23 Moutsouna (Μουτσούνα (f. sg.)), 84 Panermos (Πάνερμος (m. sg.)), 8                                    |
| Damarionas                   | Τοπική Κοινότητα Δαμαριώνος | 67020303 | 32,274       | 0507      | Damarionas (Δαμαριώνας (m. sg.)), 333 Agiassos (Αγιασσός (f. sg.)), 83 Vouvouria (Βουρβουριά (f. sg.)), 11 Damalas (Δαμαλάς (m. sg.)), 32 Pyrgaki (Πυργάκι (n. sg.)), 48                                                                                          |
| Danakos                      | Τοπική Κοινότητα Δανακού    | 67020304 | 09,848       | 0068      | Danakos (Δανακός (n. sg.)), 68 |
| Keramoti                     | Τοπική Κοινότητα Κεραμωτής  | 67020305 | 05,575       | 0058      | Keramoti (Κεραμωτή (f. sg.)), 58 |
| Koronis                      | Τοπική Κοινότητα Κορωνίδος  | 67020306 | 42,310       | 0594      | Koronis (Κορωνίς (f. sg.)), 279 Agia (Αγιά (f. sg.)), 31 Apollonas (Απόλλωνας (m. sg.)), 129 Kambos (Κάμπος (m. sg.)), 31 Myrsis (Μυρίσης (m. sg.)), 55 Taxiarchis (Ταξιάρχης (m. sg.)), 22 Faraklo (Φαρακλό (n. sg.)), 5 Chilia Vrysi (Χίλια Βρύση (f. sg.)), 42 |
| Koronos                      | Τοπική Κοινότητα Κορώνου    | 67020307 | 21,720       | 0647      | Koronos (Κόρωνος (f. sg.)), 526 Argokiliotissa (Αργοκοιλιώτισσα (f. sg.)), 26 Atsipati (Ατσιπάπη (f. sg.)), 15 Lionas (Λιώνας (m. sg.)), 80 |
| Mesi                         | Τοπική Κοινότητα Μέσης      | 67020308 | 06,900       | 0097      | Mesi (Μέση (f. sg.)), 97 |
| Moni                         | Τοπική Κοινότητα Μονής      | 67020309 | 06,475       | 0216      | Moni (Μονή (n. sg.)), 216 Sifones (Σίφωνες (f. pl.)), unbewohnt |
| Skado                        | Τοπική Κοινότητα Σκαδού     | 67020310 | 07,574       | 0083      | Skado (Σκαδό (n. sg.)), 83 |
| Filoti                       | Δημοτική Κοινότητα Φιλοτίου | 67020311 | 92,573       | 1.487     | Filoti (Φιλότι (n. sg.)), 1.477 Kalandos (Καλαντός (m. sg.)), 10 |
| Gesamt                       | Gesamt                      | 670203   | 303,135      | 5.204     | |